# العلاقات الغابونية الرومانية
العلاقات الغابونية الرومانية هي العلاقات الثنائية التي تجمع بين الغابون ورومانيا.

## مقارنة بين البلدين
هذه مقارنة عامة ومرجعية للدولتين:
| وجه المقارنة                                              | الغابون                        | رومانيا                                                                               |
| --------------------------------------------------------- | ------------------------------ | ------------------------------------------------------------------------------------- |
| المساحة (كم2)                                             | 267.67 ألف                     | 238.40 ألف                                                                            |
| عدد السكان (نسمة)                                         | 2.03 مليون                     | 19.59 مليون                                                                           |
| الكثافة السكانية (ن./كم²)                                 | 7.58                           | 82.17                                                                                 |
| العاصمة                                                   | ليبرفيل                        | بوخارست                                                                               |
| اللغة الرسمية                                             | لغة فرنسية                     | اللغة الرومانية                                                                       |
| العملة                                                    | فرنك وسط أفريقي                | ليو روماني                                                                            |
| الناتج المحلي الإجمالي (بليون دولار)                      | 14.62 مليار                    | 211.80 مليار                                                                          |
| الناتج المحلي الإجمالي (تعادل القوة الشرائية) بليون دولار | 34.65 مليار                    | 465.56 مليار                                                                          |
| الناتج المحلي الإجمالي الاسمي للفرد دولار أمريكي          | 8.27 ألف                       | 9.47 ألف                                                                              |
| الناتج المحلي الإجمالي للفرد دولار أمريكي                 | 19.43 ألف                      | 23.63 ألف                                                                             |
| مؤشر التنمية البشرية                                      | 0.684                          | 0.793                                                                                 |
| رمز المكالمات الدولي                                      | +241                           | +40                                                                                   |
| رمز الإنترنت                                              | .ga                            | .ro                                                                                   |
| المنطقة الزمنية                                           | ت ع م+01:00، توقيت غرب أفريقيا | ت ع م+02:00، ت ع م+03:00، أوروبا/بوخارست ‏، توقيت شرق أوروبا، توقيت شرق أوروبا الصيفي ‏ |

## منظمات دولية مشتركة
يشترك البلدان في عضوية مجموعة من المنظمات الدولية، منها:
| علم المنظمة | اسم المنظمة                               | تاريخ انضمام الغابون | تاريخ انضمام رومانيا |
| ----------- | ----------------------------------------- | -------------------- | -------------------- |
|             | مؤسسة التنمية الدولية                     | 4 نوفمبر 1963        | 12 أبريل 2014        |
|             | يونسكو                                    | 16 نوفمبر 1960       | 27 يوليو 1956        |
|             | مؤسسة التمويل الدولية                     | 20 أكتوبر 1970       | 23 سبتمبر 1990       |
|             | منظمة حظر الأسلحة الكيميائية              | ?                    | ?                    |
|             | الأمم المتحدة                             | 20 سبتمبر 1960       | 14 ديسمبر 1955       |
|             | الاتحاد الدولي للاتصالات                  | 28 ديسمبر 1960       | 9 فبراير 1866        |
|             | منظمة الشرطة الجنائية الدولية             | ?                    | ?                    |
|             | البنك الدولي للإنشاء والتعمير             | 10 سبتمبر 1963       | 15 ديسمبر 1972       |
|             | الاتحاد البريدي العالمي                   | ?                    | ?                    |
|             | المركز الدولي لتسوية المنازعات الاستشارية | 14 أكتوبر 1966       | 12 أكتوبر 1975       |
|             | وكالة ضمان الاستثمار متعدد الأطراف        | 26 مارس 2003         | 10 سبتمبر 1992       |
|             | منظمة التجارة العالمية                    | ?                    | 1995                 |
|             | الفريق المعني برصد الأرض                  | ?                    | ?                    |

## وصلات خارجية
- موقع وزارة الخارجية الرومانية